# Левали
Левали (баш. Ләүәле) — деревня в Белокатайском районе Башкортостана, центр Тардавского сельсовета.

## Географическое положение
Расстояние до:
- районного центра (Новобелокатай): 29 км,
- ближайшей ж/д станции (Ункурда): 65 км.

## История
Деревня ведет свою историю с 1879 года, когда по берегам ключа, впадающего в Большой Ик, шесть семей, арендовав у башкир деревни Мунасово 150 десятин земли, заложили поселок (Нижний). В 1881 году, на арендованной у жителей д. Мещерово земле, по соседству возник ещё один одноимённый поселок (Верхний). Название — от водного источника. По 1960-е годы населенные пункты существовали раздельно.
Первопоселенцы обоих поселков — крестьяне из Уфимской и Пермской губерний, а также из Вятской (Верхний) и Архангельской (Нижний Леваль) губерний. Занимались скотоводством и полеводством особенно, поскольку пашня была здесь распахана уже давно. Сеяли рожь, овес, ячмень, пшеницу, лен, разводили скот местной породы. В поселках было до 11 веялок и 12 молотилок в конце XIX — начале XX веков.
Поселки входили в Дуван-Мечетлинскую волость. Население в 1897 году — 136 человек (здесь и далее число жителей суммировано), в 1905 — 160, в 1912 — 236, в 1917 — 246 (27 дворов).
С 1930 года — в Белокатайском районе (Тардавский сельсовет).
С 1930-х годов — центральная усадьба колхозов «Партизан», а затем «XVII партсъезд».
В годы Великой Отечественной войны ушли на фронт 161 человек, погибли 108. Памятник воинам-землякам установлен в 1985 году. Уроженец Левалей — полный кавалер орденов Славы П. И. Поспелов.
Фельдшерский пункт открыт в 1963 г., библиотека — в 1979 г. Средняя школа в 1976 году. В 1990 году построено здание сельского дома культуры. С 1996 года — центр Тардавского сельского совета.
Улицы заасфальтированы в 2002 году. Газификация начата в 2003 году.

## СПК — колхоз им. Ворошилова
Первое коллективное хозяйство — артель «Восход» (1921 год), в 1922—1935 годах — коммуна «Восход», образованная переселенцами из с. Ярославка Дуванского района. В 1926 году приобретен первый трактор «Фордзон». В этом году в коммуну вошла коммуна «Двигатель».
В 1929 году образовано товарищество по совместной обработке земли (ТОЗ) в Левалях. В 1930 году образован колхоз «Партизан», в который также вошли деревни Тардавка, Верхний и Нижний Левали, Чёрный Ключ, Акбай, Кукузла. Всего было 8 бригад.
В 1933 году колхоз объединял 319 дворов (хозяйств), в которых насчитывалось 1425 человек. В нём было 132 дойные коровы, 48 свиноматок, 143 овцы, 114 пчелосемей.
В 1934 году колхоз разукрупнен на три: «Партизан» (Тардавка, Акбай, Кукузла), «Вторая пятилетка» (Чёрный Ключ), «XVII партсъезд» (Верхний Леваль, Нижний Леваль). Коммуна «Восход» вошла в последний в 1935 году.
В 1936 году каждый колхоз получил по одному трактору и одной автомашине. В 1937 году из Емашинской МТС в колхоз «XVII партсъезд» была направлена женская тракторная бригада №3 (Е. И. Горбунова, Е. Патракова, М. Маликова, Ф. Цыпышева, У. Кетова, Е. Любимцева, бригадир — И. Ф. Редреев). В 1939 году поступил первый гусеничный трактор.
В 1942 году колхозы засеяли 3114 гектаров, в основном зерновыми культурами, а также выращивали гречу, лен, коноплю, картофель, овощи. В 1943 году они объединяли 246 дворов.
В 1946 году колхозы объединяли 202 двора с населением 646 человек, из них трудоспособных — 318 человек, в том числе женщин — 177, подростков — 82. Насчитывалось 90 рабочих лошадей.
В 1947—50-х годах работал колхоз «Восход» в одноимённой деревне.
В 1950 г. колхозы «XVII партсъезд» и «Восход» входят в колхоз «Партизан», переименованный в 1971 году в колхоз им. Ворошилова. Колхоз «Вторая пятилетка» вошёл в колхоз «Большевик» (позднее колхоз им. Чапаева, «Ик»).
Первоначально молочнотоварные фермы были в д. Ивуково и Восход. В Левалях ферма создана в 1958 году. В 1975 году доение коров механизировано.
Восходская МТФ (с 1973 года — комсомольско-молодёжная) одной из первых в районе превысила уровень надоев 3000 килограммов молока от фуражной коровы. В 1983 году — победитель в республиканском социалистическом соревновании (надой 3442 килограмма от коровы).
В д. Тардавке со времени создания колхоза по настоящее время существует свиноферма.
С 1951 по 1966 годы существовала овцеферма, сначала в д. Восход, затем в Левалях, на которой содержалось в 1962 году более 1,5 тысяч овец. В 1962 году произведено 28 центнеров шерсти.
В 1950—68 годах существовала птицеферма. В 1967 году произведено 192 тысячи яиц.
В 1964—85 годах количество трудоспособных колхозников — от 209 до 267 человек. С 1959 по 85 годы производство валовой продукции увеличилось более чем в 2 раза (в сопоставимых ценах). Зерновыми культурами ежегодно занималось около 3,5 тысячи гектаров. Валовые сборы зерна увеличились с 24218 центнеров в 1953 до 67039 в 1985 году. Наибольший сбор зерна в 1978 году — 94484 центнера при урожайности 26,2 центнера с гектара.
Поголовье крупного рогатого скота в 1953 году — 335 голов, в 1985 — 1163, в том числе коров соответственно 72 и 500; поголовье свиней — 490 и 853. Валовое производство мяса в 1953 году — 425 центнеров, в 1985 — 1637, наибольшее — 2005 центнеров — в 1978 году. Производство молока в 1953 году — 765 центнеров, в 1985 — 10916, наибольшее — 12965 центнеров — в 1983 году. В 1955 году надои молока на фуражную корону — 1380 килограммов, в 1985 — 2183. Наивысший надой — 2500 килограммов — в 1983 году.
В 1960—80 годы построены: 9 животноводческих помещений, гараж, нефтебаза, агрегаты КЗС-20, ЗАВ-20, АВМ, 3 зерносушилки, детский сад, 20 квартир, водопровод. Проведена телефонизация колхоза.
В колхозе известны трудовые династии Патраковых (её основатели Пантелей Васильевич и Анастасия Ивановна работали в колхозе с малолетства до пенсии, вырастили 7-х сыновей, пятеро из которых работали здесь же: Александр, Иван, Георгий, Алексей, Григорий. Из 12 внуков двое также работают в сельском хозяйстве) и Черепановых (Петр Ильич Черепанов начал работать в Левалях в годы Великой Отечественной после ранения: два года председателем, затем бригадиром, заведующим фермами. Его сыновья Григорий, Василий, Леонид — механизаторы, бригадиры, механики; внуки Антонина, Павел, Надежда, Виктор, Иван, Владимир также связаны с сельским хозяйством).
Колхоз награждён юбилейной Почетной грамотой Башкирского обкома КПСС, Президиума Верховного Совета Башкирской АССР, Совета Министров БАССР, облсовпрофа за достижение высоких показателей в социалистическом соревновании в честь 50-летия образования СССР (1972). Награждены: орденом Ленина — бригадир Ф. М. Горбунов (1957, также орденом «Знак Почета», 1973), орденами Трудового Красного Знамени — тракторист А. Я. Дремин (1974), комбайнер М. А. Глушков (1971), тракторист А. И. Захаров (1986); орденами «Знак Почета» — бригадир М. А. Логинов (1971), заместитель председателя К. Д. Малыгина (1981), комбайнер М. А. Патраков (1977), колхозница М. Г. Патракова (1957), помощник бригадира Е. Е. Цыпышев (1981), тракторист В. П. Черепанов (1976), орденами Трудовой Славы III степени — шофер П. Ф. Дьяконов (1981), тракторист А. А. Малыгин (1981), бригадир А. П. Чугаев (1981), тракторист П. Е. Чугаев (1981), золотой медалью ВДНХ — скотник В. П. Теплых (1985); серебряной медалью ВДНХ — тракторист А. С. Бурцев (1982).
Председатели: в 1930—50 годы — Пермяков, М. В. Ипатов, И. Вятчинин, И. И. Киунцов, К. М. Медведев, С. П. Пьячев и другие; Ф. М. Горбунов (1960—86), Л. И. Дунаев, А. П. Чугаев, С. В. Трофимов, Л. П. Черепанов, С. Н. Казанцев (1986—2002). С 2002 года — В. Н. Берсенев.

## Население
| 2002 | 2009 | 2010 |
| ---- | ---- | ---- |
| 387  | →387 | ↘314 |

Согласно переписи 2002 года, преобладающая национальность — русские (70 %).

## Известные люди
- Горбунов, Фёдор Михайлович (16 марта 1924 — 6 марта 2006) — хозяйственный деятель.
- Поспелов, Пётр Иванович (10 августа 1924 — 11 декабря 2006) — разведчик-наблюдатель 539-го гаубичного артиллерийского полка 32-й гаубичной артиллерийской бригады 12-й артиллерийской дивизии, рядовой, Полный кавалер ордена Славы.